# Bâtiment de la banque SDK de Subotica
Le bâtiment de la banque SDK de Subotica (en serbe cyrillique : Зграда СДК у Суботици ; en serbe latin : Zgrada SDK u Subotici) est situé à Subotica, dans la province de Voïvodine et dans le district de Bačka septentrionale, en Serbie. Il est inscrit sur la liste des monuments culturels protégés de la république de Serbie (identifiant no SK 1790).

## Présentation
À l'origine, le bâtiment a été construit comme un immeuble d'un étage de style néo-Renaissance d'après un projet de Mihály Tóth datant de 1878 ; l'acheteur était alors un certain Alajoš Poljaković, propriétaire terrien et professeur de lycée. Au début du XXe siècle, le bâtiment a été acheté par une banque et un étage lui a été ajouté sur des plans des architectes de Budapest Marcell Komor et Dezső Jakab. La façade a reçu son apparence actuelle dans les années 1970 selon un projet de Goran Martinović.
Cet immeuble d'angle à deux étages est encore aujourd'hui de style néo-Renaissance, avec des éléments décoratifs de style néo-classique et de style Art nouveau, notamment une abondante ornementation végétale. Il est doté d'une avancée centrale monumentale et de deux avancées plus restreintes sur les côtés. L'avancée centrale est ornée de pilastres cannelés qui, à l'étage, sont surmontés de chapiteaux ioniques ; elle dispose également de balcons en fer forgé ; au rez-de-chaussée, le portail d'entrée est entouré de quatre pilastres cannelés avec des chapiteaux doriques ; la corniche du toit est surmontée d'un pignon supportant des vases à chaque extrémité.
À l'intérieur, le rez-de-chaussée conserve un important ensemble de meubles en bois sculpté ; dans le hall principal, le plafond est remplacé par un grand vitrail qui éclaire l'espace.